# Oxymastinocerus pecki
Oxymastinocerus pecki är en skalbaggsart som beskrevs av Wittmer 1976. Oxymastinocerus pecki ingår i släktet Oxymastinocerus och familjen Phengodidae. Inga underarter finns listade i Catalogue of Life.